# Claudio Corti (cyklist)
Claudio Corti, född den 1 mars 1955 i Bergamo, är en italiensk före detta landsvägscyklist. Som amatör blev han världsmästare i linjelopp 1977, och året därpå blev han professionell, vilket han var till och med 1989. Därefter arbetade han som manager/sportdirektör för olika stall fram till och med 2015.

## Meriter

### Amatör
1976
2:a i linjelopp för amatörer vid Italienska mästerskapen
1977
 Världsmästare i linjelopp för amatörer
Vinnare av Girobio
Vinnare av etapp 4
2:a totalt i Grand Prix Guillaume Tell
Vinnare av etapp 1

### Professionell
|  | 1978 7:a i Giro dell'Emilia 7:a i Giro dell'Appennino 9:a i Trofeo Laigueglia 9:a i Giro dell'Umbria 1979 6:a i GP du canton d'Argovie 8:a i Trofeo Baracchi 9:a i GP Industria & Commercio di Prato 10:a i Coppa Agostoni 1980 Vinnare av Giro del Friuli 6:a i Giro del Lazio 7:a i Tre Valli Varesine 7:a i Coppa Sabatini 8:a i Coppa Agostoni 8:a i GP Industria & Artigianato 9:a i Milano-Torino 1981 5:a i Giro di Romagna 5:a i Gran Premio Città di Camaiore 6:a i Coppa Sabatini 8:a i Giro dell'Appennino 9:a i Coppa Agostoni | 1982 4:a i GP Montelupo 9:a i Züri Metzgete 9:a i Giro dell'Umbria 1983 8:a i Coppa Agostoni 10:a i Giro del Friuli 1984 Vinnare av Giro del Friuli 2:a i linjelopp vid Världsmästerskapen 3:a i Coppa Sabatini 3:a i Coppa Agostoni 3:a i Giro del Veneto 5:a i Giro dell'Emilia 5:a i Tre Valli Varesine 5:a i Trofeo Matteotti 7:a i Coppa Placci 9:a i Giro dell'Umbria | 1985 Italiensk mästare i linjelopp Vinnare av Giro dell'Umbria Vinnare av Giro della Romagna Vinnare av Giro del Veneto 2:a i Coppa Agostoni 2:a i Giro dell'Emilia 3:a i Trofeo Matteotti 5:a i Giro di Lombardia 5:a i Coppa Bernocchi 5:a i Nice–Alassio 6:a i Coppa Sabatini 6:a i Coppa Placci 7:a i Giro del Friuli 8:a i Trofeo Laigueglia 9:a i Giro dell'Appennino 10:a i Giro del Lazio 10:a i Gran Premio Città di Camaiore | 1986 Italiensk mästare i linjelopp Vinnare av Giro di Toscana Vinnare av Gran Premio Città di Camaiore 2:a i Coppa Bernocchi 2:a i Giro del Friuli 2:a i Milano–Vignola 3:a i Coppa Agostoni 5:a totalt i Giro d'Italia 5:a i Giro dell'Appennino 8:a i Giro del Veneto 1987 Vinnare totalt av Giro del Trentino Vinnare av etapp 2 7:a i Giro di Toscana 1988 Vinnare av Coppa Sabatini 6:a i Giro dell'Emilia 1989 10:a i Gran Premio Città di Camaiore |